# Бой в Грунклофе
В бою в Грунклофе (Groenkloof) во время Второй англо-бурской войны британская колонна под командованием подполковника Генри Скобелла 5 сентября 1901 года разгромила и захватила в плен небольшое бурское коммандо во главе с комендантом Йоханнесом Лёттером, действовавшее в Капской колонии.
В то время как генерал лорд Китченер изо всех сил пытался подавить партизанскую войну, которую вели буры в Оранжевом Свободном государстве и Трансваале, некоторые голландские поселенцы, жившие в Капской колонии, также подняли оружие против британцев. К сентябрю 1901 года в Капской колонии действовали партизанские отряды Смэтса (250 человек), Майбурга (100), Фуше (100), Лёттера (130), Весселса (200), Терона (80), Шепперса (250) и Малана (15 человек).
Для борьбы с партизанской войной, бушующей в двух бурских республиках, Китченер использовал карательные колонны, сжигание ферм и политику принудительного переселения бурских женщин и детей в концентрационные лагеря. Однако применение столь жестких методов в лояльной Капской колонии было политически невозможно. Вместо этого британский командующий в Капской колонии генерал Джон Френч прибег к другой стратегии: во-первых, он стремился не допустить объединения бурских коммандос, во-вторых, постоянно преследовать их, чтобы они не могли собрать припасы и привлечь новых рекрутов, и в-третьих, измотать их, чтобы можно было настигнуть. 
Подполковник Генри Скобелл считался одним из самых эффективных командиров британских колонн преследования. В частности, он перенял некоторые обычаи буров, в том числе отказался от повозок в пользу мулов, чтобы быть более мобильным. Его рейды были запланированы на 6 дней, 3 из которых — за продовольствием.
Получив информацию от превосходного отдела полевой разведки Френча и с помощью африканских разведчиков, Скобелл со своими тремя конными полками преследовал в горах Танджесбурга один из наиболее эффективных партизанских отрядов, действовавших в Капской провинции, коммандо коменданта Лёттера. 
На пятый день шестидневной миссии британский офицер нашел свою добычу в горном ущелье Грунклоф, недалеко от поселка Питерсберг. Полагая, что люди Лёттера заняли здание фермы, Скобелл приказал совершить ночной марш и расположил своих 1100 солдат на гребнях холмов с видом на ферму. На самом деле, Лёттера и его коммандос из 130 человек укрылись в ближайшей каменной овчарне, или краале, прикрытой крышей.
На рассвете отряд улан был отправлен проверить крааль. Буры открыли огонь и сразили шесть человек. Немедленно тысяча винтовок открыла огонь по бурам в овчарне. Через полчаса неравного боя буры сдались. Они потеряли 13 человек убитыми и 46 ранеными. Отряд Скобелла потерял 10 человек убитыми.